# Комплексное освоение недр Земли
Комплексное освоение недр Земли — система мероприятий, направленных на повышение полноты и эффективности использования минерально-сырьевых ресурсов. 
В Казахстане развитие этого направления связано с созданием в 1970 году лаборатории технико-экономических проблем рационального использования недр в составе Института горного дела АН Казахстана, преобразованной в 1983 году в лабораторию проблем комплексного освоения недр. В 1991 году на базе Институтов геологических наук, горного дела и сейсмологии создано Центрально-Казахстанское отделение (г. Караганды) Института по проблемам комплексного освоения недр земли. Исследования ведутся по следующим проблемам: характеристика запасов полезных ископаемых, показатели и критерии оценки комплексности использования недр, оценка кондиционности минерального сырья, управление качеством руд, комплексное освоение крупных горно-промышленных регионов. Созданы теоретической основы оптимизации параметров промышленной кондиций на руды цветных металлов (А. М. Сиразутдинова), обоснованы перспективы комплексного освоения минеральных ресурсов горно-промышленных регионов (Н.Смирнов, Ф.Дороненко), разработаны эффективные методы восполнения сырьевой базы действующих месторождений (Е.Жиганов). В практике оценки и эксплуатации месторождений контрастных руд предложен прогрессивный метод дифференцированного освоения разведанных запасов по классам руд (Ш.Балгожин и др.). Теоретически обоснован и практически применен для условий полиметаллических месторождений Шалкия критерий дифференциации запасов (З.Мазурипа и др.). Разработаны методическое положения по комплексному освоению бокситорудных месторождений на основе теории управления ка честном руд (Г. Бугаева), Разработаны практические рекомендации по пересмотру промышленных кондиций Жезказганского и Миргалимсайского месторождений.